# Tqvartjeli (distrikt)
Tqvartjeli (georgiska: ტყვარჩელის რაიონი, Tqvartjelis raioni) är ett distrikt beläget i nordvästra Georgien. Det är bildat som administrativ enhet inom utbrytarrepubliken Abchazien och finns inte som officiell indelning enligt Georgien.